# ウェスト・ファームズ・スクエア-イースト・トレモント・アベニュー駅
ウェスト・ファームズ・スクエア-イースト・トレモント・アベニュー駅 (英語: West Farms Square–East Tremont Avenue) はニューヨーク市地下鉄IRTホワイト・プレーンズ・ロード線の駅である。ブロンクス区クロトナ・パーク・イーストとウェスト・ファームズに跨がるイースト・トレモント・アベニューとボストン・ロードの交差点に位置し、2系統が終日、5系統が深夜とラッシュ時を除く終日停車する。

## 駅構造
| P ホーム階 | 相対式ホーム、右側扉が開く | 相対式ホーム、右側扉が開く |
| P ホーム階 | 南行緩行線                 | ← フラットブッシュ・アベニュー-ブルックリン・カレッジ駅行き（174丁目駅） ← 平日：フラットブッシュ・アベニュー-ブルックリン・カレッジ駅行き（174丁目駅） ← 週末：ボウリング・グリーン駅行き（174丁目駅） |
| P ホーム階 | 混雑方向急行線             | ← ラッシュ時混雑方向：通過 → |
| P ホーム階 | 北行緩行線                 | → ウェイクフィールド-241丁目駅行き（東180丁目駅）→ 夕ラッシュ時及び深夜帯を除く終日：イーストチェスター-ダイアー・アベニュー駅行き（東180丁目駅）→                                                      |
| P ホーム階 | 相対式ホーム、右側扉が開く | |
| M          | 改札階                     | 改札口、駅員詰所、メトロカード自動券売機 |
| G          | 地上階                     | 出入口 |

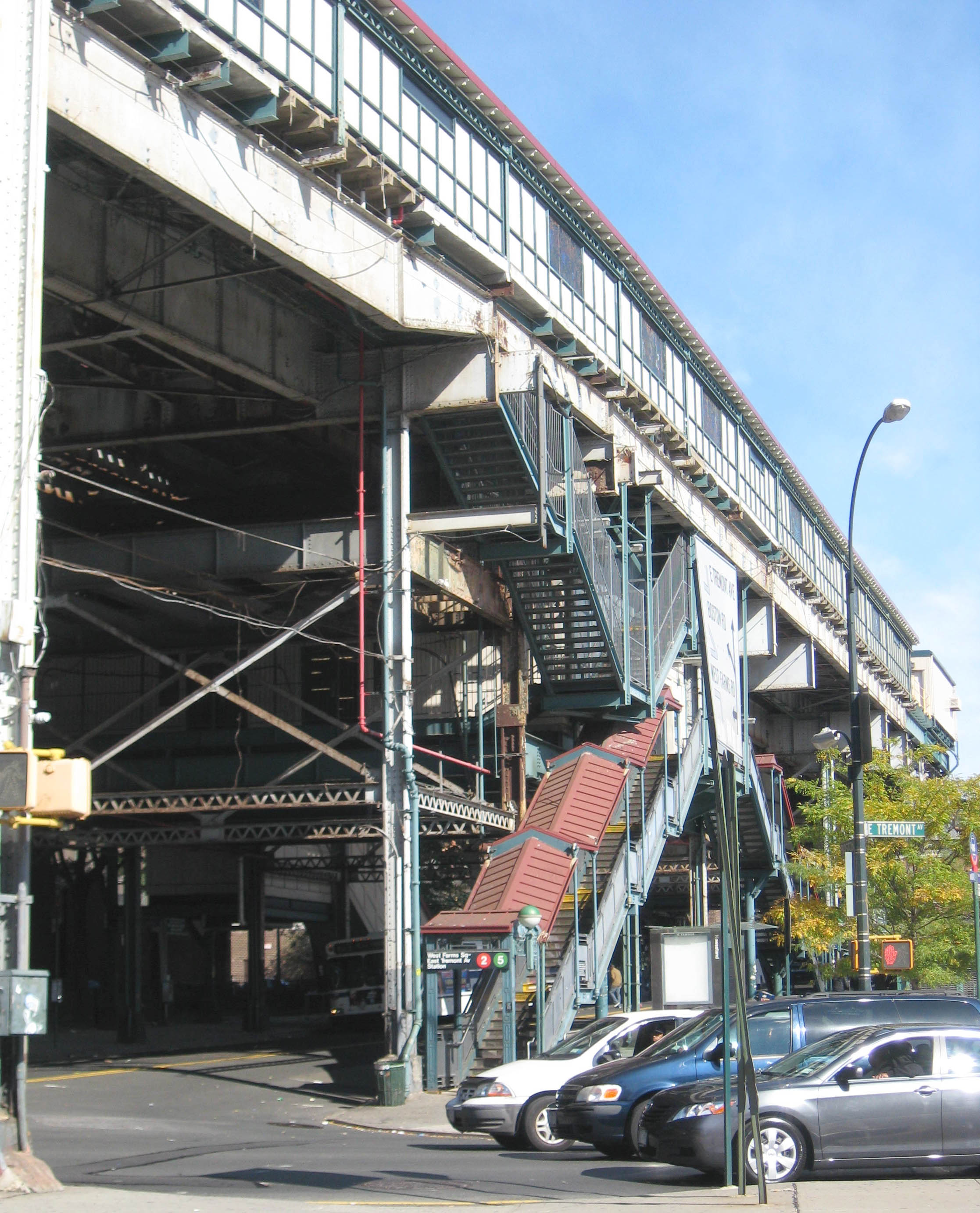
イースト・トレモント・アベニュー出口

駅は1904年11月26日にIRTホワイト・プレーンズ・ロード線のジャクソン・アベニュー駅 - 180丁目-ブロンクス・パーク駅間の開業と共に177丁目駅 (177th Street) として開業し、後にイースト・トレモント・アベニュー-ボストン・ロード駅 (East Tremont Avenue–Boston Road) と改名した後に現在の駅名となった。駅は相対式ホーム2面と緩行線2線・急行線1線を有した2面3線の高架駅で、中央の急行線はラッシュ時に急行運転を行う5系統が使用している。また、北行ホームは南行ホームよりも有効長が長く、12両編成の列車の入線に対応している。
駅には2004年にナオミ・アンドリー・キャンベルが製作したアートワーク『Animal Tracks』が飾られている。これは駅北に位置するプロンクス動物園の動物達をイメージして描かれたステンドグラスから構成されており、ホーム壁面に飾られている。
駅のすぐ北には、ホワイト・プレーンズ・ロード線の元の北側ターミナル駅である180丁目-ブロンクス・パーク駅への分岐線跡が残っている。

### 出口
駅には駅舎が2箇所あり、どちらの駅舎にもホームから2つの階段が接続している。終日開いている改札口は駅中央の駅舎にあり、回転式改札機ときっぷ売り場、イースト・トレモント・アベニューとボストン・ロードの交差点北西にエスカレーターと階段が1つずつ、同交差点北東に階段が2つある。駅の北端にある駅舎には回転式改札機と東178丁目とボストン・ロードの交差点北西への階段がある。